# Championnat d'Europe de skeleton 1984
Navigation
Édition précédente Édition suivante
Le championnat d'Europe de skeleton 1984, quatrième édition du championnat d'Europe de skeleton, a lieu en 1984 à Winterberg, en Allemagne de l'Ouest. Il est remporté par le Suisse Nico Baracchi devant les Autrichiens Andi Schmid et Fred Martini.